# Gejza Vámoš
Gejza Vámoš (Dévaványa, 22 dicembre 1901 – Muriaé, 18 marzo 1956) è stato uno scrittore slovacco.

## Biografia
Nacque in una famiglia ebrea di lingua ungherese in un villaggio dell'odierna Ungheria. Il padre era un impiegato delle ferrovie. Compì gli studi al ginnasio di Nitra, dove fu un membro del circolo studentesco Detvan e strinse amicizia con Laco Novomeský e Vladimír Clementis. Proseguì studiando medicina all'Università Carolina di Praga. All'ospedale praghese di Letňany svolse anche il praticantato.
Questo ambiente che conosceva intimamente gli fu fonte d'ispirazione per il romanzo Atómy Boha ("Atomi di Dio"). Successivamente scrisse il romanzo Odlomená haluz ("Ramo spezzato"). Nella sua prosa fa professione del determinismo filosofico ed esprime una visione del mondo pessimistica.
Ottenne il dottorato in filosofia dall'Università Comenio di Bratislava. Lavorò come medico alle terme di Piešťany. Nel marzo del 1939 lasciò la Slovacchia. Durante la Seconda guerra mondiale visse in Cina. Nella seconda metà degli anni 1940 si trasferì in Brasile sempre continuando a esercitare la professione medica. Rimase in Brasile fino alla morte e fu sepolto nel paese sudamericano.

## Attività
Gejza Vámoš è stato definito l'enfant terrible della letteratura slovacca. La sua opera è caratterizzata dal pessimismo, dal naturalismo, dal determinismo biologico e dal nichilismo. Il suo esordio letterario all'inizio degli anni 1920 è tuttavia piuttosto rispettoso  dei canoni della letteratura del tempo: esprime un amore idealizzato per la natura. Tuttavia presto cambiò radicalmente.
Nelle sue opere in prosa, nelle quali inizialmente aveva agito in modo convenzionale, iniziò a infrangere le regole stabilite e nel giornalismo letterario polemizzò contro quasi tutti. In breve, il figlio amorevole della nazione divenne un individuo irrequieto, che si fece avversari e nemici a destra e a sinistra. Eppure, sebbene sembri paradossale, tutto ciò che scrive e di cui scrive è ispirato da un vero interesse per l'uomo e per il suo destino. In realtà, è il suo unico interesse letterario a cui subordina tutto. Vuole educare il pubblico e si arrabbia - non solo come pubblicista ma anche come scrittore in prosa - quando qualcuno rifiuta di comportarsi razionalmente e si precipita da qualche parte per rovinarsi. Non esita a usare espressioni forti e un linguaggio aspro. Come medico cerca di guarire non solo il corpo (il suo ampio romanzo "Atomi di Dio" si riferisce alle malattie veneree), ma anche l'anima, cioè la coscienza umana.
Come scrittore di prosa non si affida esclusivamente a una storia nuova e a una metafora artistica; spesso si esprime immediatamente sui problemi che solleva; entra regolarmente nella storia, cita esperti, pubblica statistiche e le sue divagazioni spesso assumono la forma di un trattato. Tutto ciò spezza la composizione del romanzo e fu denigrato dalle critiche dell'epoca. Oggi, a molti intenditori del suo lavoro sembra che i principi del postmodernismo siano stati praticamente applicati per la prima volta.
Un altro problema che turbava Vámoš e fu affrontato in prosa è stata la sua origine. Veniva da una famiglia ebrea, ma aveva un rapporto critico con l'ebraismo. Questo liberale, cittadino e democratico respingeva ogni esclusività e quindi anche il ritorno alla comunità ebraica ortodossa. Nel romanzo intitolato "Ramo spezzato" parla sarcasticamente delle pratiche e dei rituali religiosi ebraici, e perciò la comunità ebraica locale voleva espellerlo. Ben presto, tuttavia, egli stesso avvertì l'ondata di antisemitismo che era sorta in Europa dopo che Adolf Hitler era salito al potere. Scampò all'olocausto, ma la tragedia mondiale in cui milioni di persone furono uccise segnò la sconfitta della sua filosofia di vita, in cui voleva costruire una diga d'amore contro la crudeltà animale.

## Opere
- Editino očko ("L'occhietto di Edita"), 1925
- Atómy boha ("Atomi di Dio"), 1928
- Jazdecká legenda ("Leggenda cavalleresca"), 1932
- Odlomená haluz ("Ramo spezzato"), 1934
- Pisár notáriušov ("Il copista dei notai"), 1935
- Jarný sladoľad ("Un gelato in primavera"), 1935
- Sterilizácia ("Sterilizzazione"), 1935
- Hrušovianski hriešnici ("I peccatori di Hrušovany"), 1935
- Princíp krutosti ("Il principio di crudeltà"), 1996